# Lingewaal

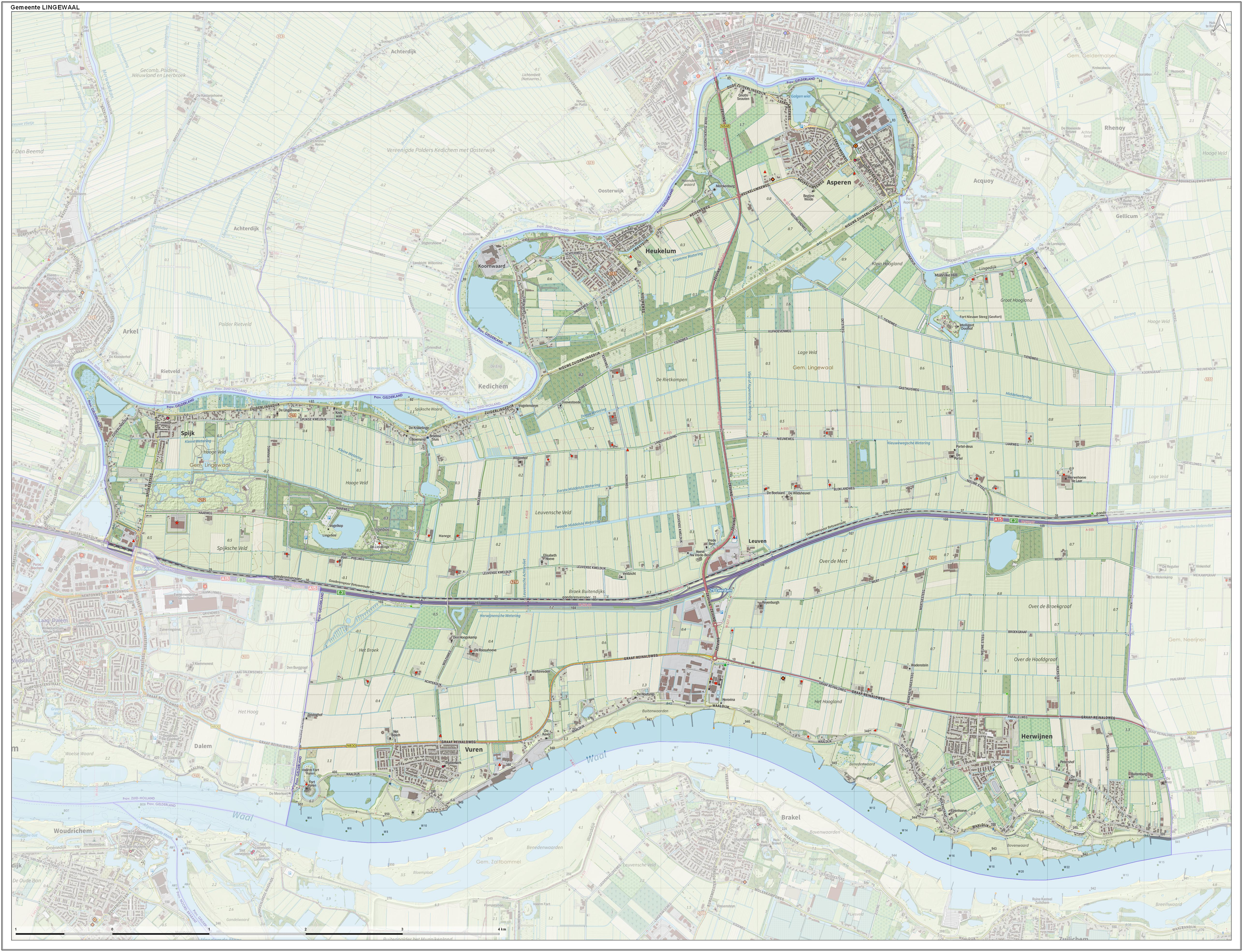
Topografische gemeentekaart van Lingewaal

Lingewaal (uitspraakⓘ) is een voormalige gemeente in de Tielerwaard in de Nederlandse provincie Gelderland. De gemeente telde 11.134 inwoners op 1 januari 2018 en had een oppervlakte van 54,56 km², waarvan 3,53 km² water. 

## Geschiedenis
De gemeente werd in 1986 gevormd uit de voormalige gemeenten Asperen, Heukelum, Herwijnen, Spijk en Vuren, met uitzondering van Dalem, dat werd opgenomen in de gemeente Gorinchem. Direct na de samenvoeging heette de gemeente korte tijd Vuren, naar het gelijknamige dorp. Op 1 januari 2019 is de gemeente Lingewaal met Neerijnen en Geldermalsen opgegaan in de fusiegemeente West Betuwe.

## Kernen
Asperen (gemeentehuis), Herwijnen, Heukelum, Spijk, Vuren en de buurtschap Leuven.

## Gemeentewapen
In het gemeentewapen zijn de voornaamste elementen van de wapens van de vier voormalige gemeenten (Asperen, Herwijnen, Heukelum en Vuren) gedeeld:
- Aan de belangrijkste zijde (in de heraldiek rechts, voor de kijker links) een combinatie van de wapens van Asperen en Vuren.
- Aan de andere zijde doorsneden in vijf van keel en goud, uit het wapen van Herwijnen.
- In het hartschild staat de poort uit het wapen van Heukelum, die ook terug is te vinden in het wapen van Asperen.

## Gemeenteraad
De gemeenteraad van Lingewaal bestond uit 15 zetels. In 1998 was de samenstelling van de gemeenteraad:

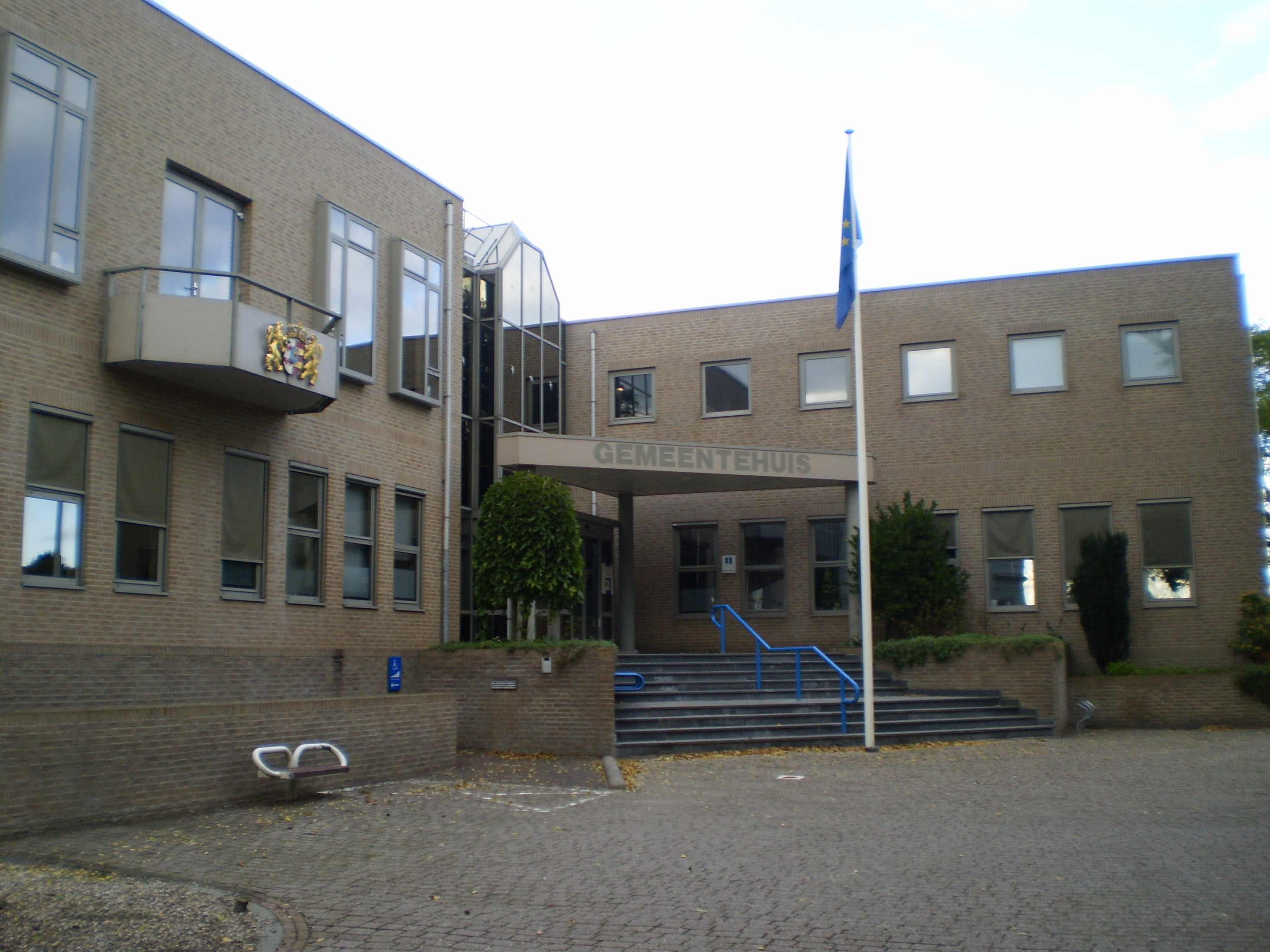
Gemeentehuis Lingewaal, Asperen

| Partij       | 1998 | 2002 | 2006 | 2010 | 2014 |
| ChristenUnie | -    | 1    | 2    | 3    | 4    |
| CDA          | 5    | 5    | 4    | 4    | 4    |
| PvdA         | 5    | 5    | 5    | 4    | 3    |
| VVD          | 4    | 3    | 3    | 3    | 3    |
| SGP          | 1    | 1    | 1    | 1    | 1    |
| Totaal       | 15   | 15   | 15   | 15   | 15   |

## College van burgemeester en wethouders
Het college van burgemeester en wethouders werd sinds 2010 gevormd door de ChristenUnie, het CDA en de PvdA. Vanaf de gemeenteraadsverkiezingen van 2014 kon het college daardoor rekenen op de steun van elf van de vijftien raadsleden.

## Aangrenzende gemeenten
| Aangrenzende gemeenten | Aangrenzende gemeenten              | Aangrenzende gemeenten | Aangrenzende gemeenten | Aangrenzende gemeenten                 |
| ---------------------- | ----------------------------------- | ---------------------- | ---------------------- | -------------------------------------- |
| Giessenlanden (ZH)     |                                     | Leerdam (ZH)           |                        | Geldermalsen (opgegaan in West Betuwe) |
|                        |                                     |                        |                        |                                        |
| Gorinchem (ZH)         | Neerijnen (opgegaan in West Betuwe) |                        |                        |                                        |
|                        |                                     |                        |                        |                                        |
|                        |                                     |                        |                        | Zaltbommel                             |

## Cultuur

### Monumenten
In de voormalige gemeente zijn een aantal rijksmonumenten, gemeentelijke monumenten en een oorlogsmonument, zie:
- Lijst van rijksmonumenten in Lingewaal
- Lijst van gemeentelijke monumenten in Lingewaal
- Lijst van oorlogsmonumenten in Lingewaal

### Kunst in de openbare ruimte
In de voormalige gemeente zijn diverse beelden, sculpturen en objecten geplaatst in de openbare ruimte, zie:
- Lijst van beelden in Lingewaal